# Вольтерра
Вольтерра (італ. Volterra) — муніципалітет в Італії, у регіоні Тоскана,  провінція Піза. Центр алебастрового промислу.
Вольтерра розташована на відстані близько 220 км на північний захід від Рима, 55 км на південний захід від Флоренції, 55 км на південний схід від Пізи.
Населення — 10 648 осіб (2014).

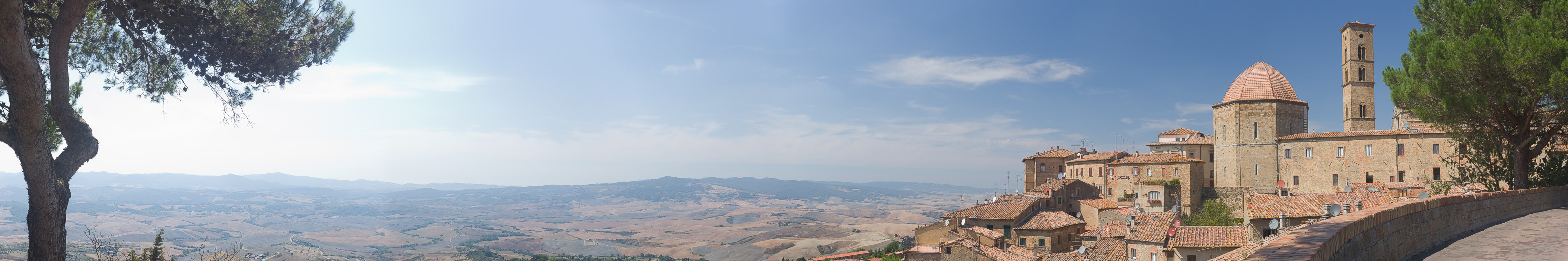

Щорічний фестиваль відбувається 5 червня. Покровитель — San Giusto.

## Демографія
Населення за роками:

Станом на 1 січня 2023 року в муніципалітеті офіційно проживало 636 іноземців з 57 країн, серед них 254 громадяни країн Євросоюзу та 47 громадян України.

## Сусідні муніципалітети
- Казоле-д'Ельса
- Колле-ді-Валь-д'Ельса
- Гамбассі-Терме
- Лаятіко
- Монтайоне
- Монтекатіні-Валь-ді-Чечина
- Печчолі
- Помаранче
- Сан-Джиміньяно